# امیرآباد (بهاباد)
امیرآباد یک روستا در ایران است که در دهستان بنستان شهرستان بهاباد واقع شده‌است.